# Laura Viella López
Laura Viella López (Palafrugell, Baix Empordà, 12 de febrer de 1992) és una jugadora d'hoquei sobre patins catalana.
S'inicià a l'hoquei sobre patins amb el Club Hoquei Palafrugell i, posteriorment, jugà al Foment Deportiu Cassanenc i al Girona Club Hoquei. Amb el club gironí guanyà una Lliga Nacional Catalana (2010), dos Copes Generalitat (2013 i 2017) i aconseguí dos subcampionats de la Copa d'Europa (2012 i 2013) i un de l'OK Lliga (2012). La temporada 2018-19 fitxà pel CP Jonquerenc. A nivells de seleccions, guanyà dos campionats d'Espanya amb la selecció catalana sub-20 i es proclamà campiona d'Europa amb la selecció espanyola sub-19 (2009).

## Palmarès
- 1 Lliga Nacional Catalana d'hoquei sobre patins femenina: 2009-10
- 2 Copa Generalitat d'hoquei sobre patins femenina: 2012-13 i 2016-17